# Neobuodias indicus
Neobuodias indicus là một loài tò vò trong họ Ichneumonidae.